# ウラジーミル・ヴァプニク
ウラジーミル・ナウモヴィチ・ヴァプニク (Vladimir Naumovich Vapnik, Владимир Наумович Вапник、1936年12月6日 - ) は、アメリカ合衆国の計算機科学者。主な業績はサポートベクターマシンの提唱。

## 来歴
ウズベク・ソビエト社会主義共和国タシュケント出身。V.I.レーニン名称タシュケント国立大学卒業後、1990年に渡米し、 ニュージャージ州のAT&T・ベル研究所に勤務し、2002年にはプリンストンのNEC北米研究所に移籍に、機械学習の分野で研究に従事している。また、1995年からロンドン大学教授、2003年からはコロンビア大学の非常勤教授も務める。

## 受賞歴
- 2003年 - フンボルト賞
- 2012年 - ベンジャミン・フランクリン・メダル
- 2013年 - C&C賞
- 2017年 - フォン・ノイマンメダル

## 参照
- Vladimir Vapnik
- Dr. Vladimir N. Vapnik